# 1815 год в науке
В 1815 году были различные научные и технологические события, некоторые из которых представлены ниже.

## События
- Открыта Академия Пинкертон — средняя школа в Дерри (Нью-Гэмпшир), штат Нью-Гэмпшир, крупнейшее независимое образовательное учреждение в Соединённых Штатах.

## Печатные издания
- Вышел первый том книги шведского миколога Элиаса Фриса — Observationes mycologicae (рус. Микологические наблюдения.
- Вышел первый том альманаха Русские достопамятности — печатного органа Московского общества истории и древностей российских.

## Родились
- 22 февраля — Вильгельм Вертгейм (ум. 1861), австрийский физик[1][2].
- 2 ноября — Джордж Буль, математик.
- 10 декабря — Ада Лавлейс, дочь Байрона, первый программист.

## Скончались
- 24 февраля — Роберт Фултон, американский изобретатель, создатель первого практически пригодного парохода.
- 8 мая — Дэвид Рэмси, американский врач и историк.
- 21 октября — Тимофей Андреевич Смеловский, русский ботаник и врач, академик Санкт-Петербургской академии наук, экстраординарный профессор по кафедре ботаники, химии Санкт-Петербургской медико-хирургической академии и Академии наук.